# Марківці (станція)
Ма́рківці — проміжна залізнична станція 4-го класу Івано-Франківської дирекції Львівської залізниці на неелектрифікованій лінії Хриплин — Коломия між станціями Отиня (10 км) та Хриплин (8,5 км). Розташована в селі Липівка Івано-Франківського району Івано-Франківської області.

## Пасажирське сполучення
На станції Марківці зупиняються приміські поїзди сполученням Івано-Франківськ — Коломия.